# Louisa Lorang
Louisa Lorang er en dansk kok og kogebogsforfatter, der er kendt fra GO' Morgen Danmark og fra Maddysten på DR1.
Louisa har har arbejdet hos Aarstiderne, som opskriftsudvikler og har lavet opskrifter til mange dameblade, blandt andet Alt for damerne og Femina.
Louisa er mor til tre børn.